# Jan van der Schaaf
Jan Erik Andries van der Schaaf, född 30 maj 1950 i Stockholm, död 16 februari 2016 var en svensk operasångare. Jan van der Schaaf var efter musikstudier engagerad vid Folkoperan och Värmlandsoperan. Han tilldelades Stallbrödernas stipendium 1976. Somnade in 2016-02-16 i sitt hem. Begravd på Skogskyrkogården 2016-03-21.

## Filmografi
- 1987 - Aida
- 1983 - Carmen